# هیروآکی تسوسومی
هیروآکی تسوسومی (انگلیسی: Hiroaki Tsutsumi؛ زادهٔ ۵ ژوئن ۱۹۸۵) موسیقی‌دان اهل ژاپن است.